# غواصة صاروخية

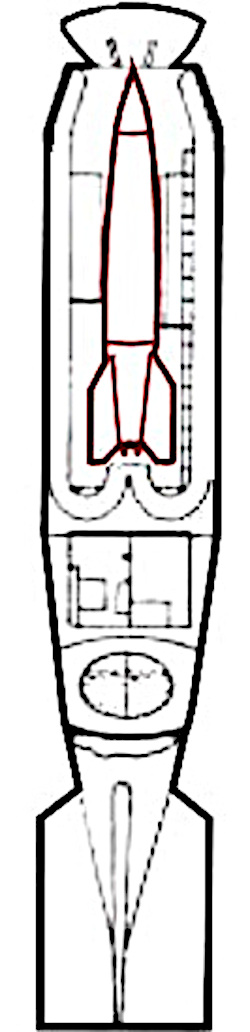
صاروخ V-2 في موقع الإطلاق في البارجة البحرية المسحوبة Prüfstand XII. لاحظ غرفة التحكم وتخزين الأكسجين السائل تحت الصاروخ.

غواصة صاروخية مشروعًا عسكريًا مهجورًا لإنشاء أول غواصة صاروخية باليستية. تم تصورها من قبل ألمانيا النازية خلال الحرب العالمية الثانية. تضمنت خطط الصاروخ غواصة يو تشن هجوما على مدينة نيويورك بصواريخ في-2. فكر الألمان بضرب الولايات المتحدة، لكن لم تكن الصواريخ العابرة للقارات وحاملات الطائرات أمراً موجوداً بعد، لذا كان الحل المنطقي للهجوم على الولايات المتحدة هو استخدام الغواصات وإطلاق الصواريخ منها (وهذا ما كان غير مسبوق في ذلك الوقت)، ولهذه الغاية بدأ العمل على غواصات من يو بوت حيث بدأ الأمر مع الغواصة الألمانية يو-511 التي كانت مزودة بمنصة صواريخ، لكن هذه الصواريخ كانت ضعيفة نسبياً وسيئة التوجيه بحيث أنها غير قادرة على تحقيق أضرار حقيقية، كما أن الملاحة أصبحت صعبة جداً بوجود منصة الإطلاق.
تم تأجيل الأمر لحين تطوير صواريخ في2 عام 1943 والتي تعد السلف المباشر للصواريخ البالستية الحديثة، لكن هنا ظهرت مشكلة أخرى حيث أن الصاروخ كان أكبر بكثير من أن يحمل على غواصة مما دفع إلى مخطط جديد بحيث يتم قطر ثلاث منصات مستقلة لإطلاق صواريخ في2 باستخدام طراز جديد من الغواصة، لكن أياً من المنصة اللازمة أو الطراز الجديد من الغواصات تم إنجازهما في الوقت اللازم وانتهت الحرب باستسلام ألمانيا قبل أن يتحقق الأمر

## التاريخ
خلال الحرب العالمية الثانية، تم تنفيذ العديد من المشاريع في مركز أبحاث الجيش في بينامونده، بغرض تركيب الصواريخ على متن غواصة.

## قائمة المراجع
- ميلر ، ديفيد (2000). قوارب U. شركة بيغاسوس للنشر المحدودة (ردمك 0-85177-790-2) رقم ISBN   0-85177-790-2 .

## روابط خارجية
- برنامج صاروخ U- قارب